# Niphargus aberrans
Niphargus aberrans là một loài giáp xác thuộc họ Niphargidae. Nó là loài đặc hữu của Slovenia.